# Luca Guadagnino
Luca Guadagnino (født 1971) er en italiensk filminstruktør. Han har bl.a. instrueret filmen For directing and producing Call Me by Your Name (2017), der modtog positiv kritik og en nominering for Guadagnino til en Oscar for bedste film og en BAFTA Award for bedste instruktion.